# Краништа
Краништа (грч. Δενδράκια, Дендракија) је насељено место у општини Драма у периферији Источна Македонија и Тракија, Грчка. Према попису из 2021. године био је 21 становник.
Према бугарском географу и историчару, Василу Канчову, у Краништу је 1900. године живело 224 Словена муслимана. Године 1923. муслиманско становништво је принудно исељено у Турску а на њихово место је насељено 30 грчких избегличких породица, којих је на попису из 1928. било 124.